# Rudolf-sziget
A Rudolf-sziget, másként Rudolf főherceg-sziget vagy Rudolf trónörökös-sziget (oroszul Остров Рудольфа [Osztrov Rudolfa]) a Ferenc József-föld szigetcsoport legészakibb tagja, nevét Rudolf főhercegről, a Habsburg trónörökösről kapta. Területe 297 km².

## Története
A szigetet 1874-ben fedezték fel, az osztrák–magyar északi-sarki expedíció vezetője, Julius von Payer nevezte el a trónörökösről a szigetet. A sziget déli részén lévő Teplitz-öböl számos sarki expedíció szálláshelyeként szolgált a 19. század végén, a 20. század elején. Az orosz sarki felfedező Georgij Jakovlevics Szedov a szigeten halt meg és ott is temették el. A szigetet hó borítja, gleccserek szelik át. A Fligely-fok a sziget északi pontján helyezkedik el, ez Európa legészakibb pontja.

## Kutatóbázis
1932 nyarán a sziget nyugati részén egy meteorológiai állomást állítottak fel a második nemzetközi sarki év keretében. Négy személy Filipp Ivanovics Balabin vezetésével áttelelt a bázison. A bázist azóta rendszeresen használták mintegy kiindulási pontként számos északi-sarki expedícióhoz, így például Ivan Papanyin 1937-es útján is.

## Külső hivatkozások
- Térkép a Rudolf-szigetről – 1:200.000
- Fotók a szigetről